# Adam Wiercioch

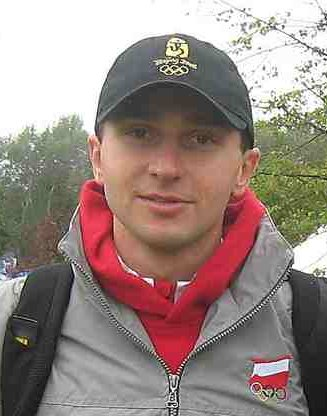
Adam Wiercioch

Adam Andrzej Wiercioch (* 1. November 1980 in Gliwice) ist ein polnischer Degenfechter. Wiercioch ficht beim Klub Piast Gliwice (2008). Im Finale der Olympischen Sommerspiele 2008 focht er zusammen mit Radosław Zawrotniak, Robert Andrzejuk und Tomasz Motyka und holte die Silbermedaille.

## Erfolge
Nachfolgend die wichtigsten Erfolge von Adam Wiercioch.
- Olympische Spiele
  - Silber 2008 im Degen Mannschaft

- Weltmeisterschaften
  - 4. Platz 2003 Degen Mannschaft
  - 6. Platz 2005 Degen Mannschaft
  - 5. Platz 2006 Degen Mannschaft
  - 7. Platz 2007 Degen Mannschaft
  - 3. Platz 2009 Degen Mannschaft

- Jugendweltmeisterschaften
  - 1. Platz 1998 Degen
  - 3. Platz 1998, 1999 Degen Mannschaft
  - 2. Platz 2000 Degen Mannschaft

- Europameisterschaften
  - 1. Platz 2005 Degen Mannschaft
  - 2. Platz 2002, 2004, 2006, Degen Mannschaft

- Jugendeuropameisterschaften
  - 1. Platz 1998 Degen
  - 2. Platz 1998 Degen Mannschaft